# علي نقي الأحسائي
الشيخ علي نقي بن أحمد زين الدين الأحسائي (ت. 1246 هـ). هو رجل دين شيعي أحسائي من أعلام المدرسة الشيخيَّة إذ أنَّه ثاني أبناء أحمد بن زين الدين الأحسائي الذي تنتسب إليه الشيخيَّة، وقد ترجم له علي البلادي في أنوار البدرين ترجمة مختصرة وأثنى عليه.

## ولادته ونشأته
لم تبين المصادر التاريخيَّة سنة ولادته ولا محلَّها لكنَّ بعض الدراسات التي كتبت حولها تجزم بأنَّ ولادته كانت في الأحساء موطن آبائه، وبها نشأ ودرس على والده، ورافقه في أسفاره إلى العراق وإيران، وحصلت له أسفار بمفرده إلى بعض المدن العراقيَّة والإيرانيَّة.

## وفاته
لم يعمِّر الأحسائي طويلاً بعد وفاة والده إذ عاش بعده خمس سنوات وأحد عشر يوماً فقط، وكانت وفاته بالتحديد في الثالث والعشرين من ذي الحجَّة 1246 هـ في كرمانشاه.

## شعره
جاء في معجم البابطين عن شاعريته:

## مؤلفاته
| - شرح رسالة الإمام الهادي. - نهج المحجة. - مشرق الأنوار. - منهاج السالكين. - رسالة في رد من أعترض على والده في المعاد. - رسالة في قاب قوسين. | - رسالة في رد بعض ما قاله الشيخ عبد الكريم الجيلاوي - رسالة في موسى والخضر. - واضح المنار في علم الأسرار. - رسالة العلم. - الكشكول. كشكول في جزئين. - ديوان شعر. |